# Dea Loher

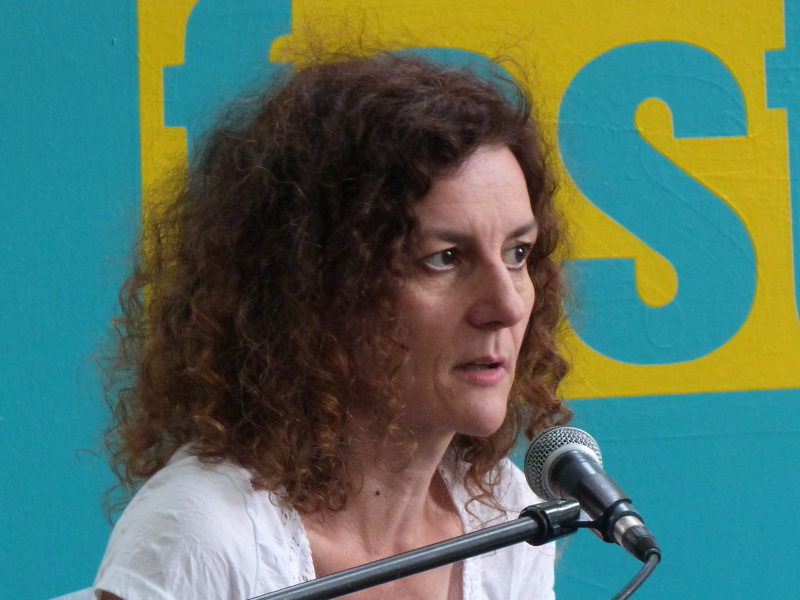
Dea Loher bei einem Interview auf dem Erlanger Poetenfest 2012

Dea Andrea Beate Loher, geborene Andrea Beate Loher (* 20. April 1964 in Traunstein), ist eine deutsche Dramatikerin und Prosaautorin.

## Leben
Dea Loher, die Tochter eines Försters, wurde 1964 in Traunstein geboren. Der Vorname ‚Dea‘ (lateinisch für „Göttin“) war ursprünglich nur ihr Künstlername, den sie später durch Namensänderung vor Gericht anstelle von ‚Andrea Beate‘ zu ihrem gültigen Vornamen machte. Loher studierte Germanistik und Philosophie an der Ludwig-Maximilians-Universität München. Nach ihrem Studienabschluss als Magister 1988 verbrachte sie ein Jahr in Brasilien. Ab 1990 nahm sie an dem Studiengang ‚Szenisches Schreiben’ bei Heiner Müller und Yaak Karsunke an der Hochschule der Künste Berlin teil. Ihr erstes Stück Olgas Raum kam bereits 1991 im Hamburger Ernst Deutsch Theater zur Uraufführung. Dea Loher lebt und arbeitet heute in Berlin.
Im Oktober 2003 inszenierte Andreas Kriegenburg Lohers Stück Unschuld am Hamburger Thalia Theater. Im Juni 2004 folgte Das Leben auf der Praça Roosevelt, uraufgeführt unter der Regie von Andreas Kriegenburg an der Thalia-Studiobühne in der Gaußstraße, das im Herbst 2004 zu Festivals nach São Paulo, Porto Alegre und Rio de Janeiro reiste.
Am 2. Februar 2009 verlieh der Regierende Bürgermeister von Berlin, Klaus Wowereit, den mit 30.000 Euro dotierten Berliner Literaturpreis der Stiftung Preußische Seehandlung an Dea Loher. Zugleich berief die Vizepräsidentin der Freien Universität Berlin, Christine Keitel-Kreidt, die Preisträgerin auf die Heiner-Müller-Gastprofessur für deutschsprachige Poetik am Peter-Szondi-Institut für Allgemeine und Vergleichende Literaturwissenschaft der Freien Universität. Die Laudatio auf die Preisträgerin hielt der Literaturkritiker Lothar Müller. Lisa Hagmeister, Hans Löw und Jörg Pose, Schauspieler vom Thalia Theater Hamburg, ehrten Dea Loher mit einer szenischen Lesung aus ihrem Theaterstück Unschuld. 2017 wurde Loher mit dem Joseph-Breitbach-Preis ausgezeichnet.
Seit 2013 ist sie Mitglied der Deutschen Akademie für Sprache und Dichtung und seit 2016 Mitglied der Akademie der Künste Berlin.

## Werke

### Theaterstücke
- Tätowierung (Uraufführung Ensemble Theater am Südstern Berlin, 1992)[3]
- Olgas Raum (Uraufführung Ernst Deutsch Theater Hamburg, 1992)
- Leviathan (Uraufführung Niedersächsisches Staatstheater Hannover, 1993)[4]
- Fremdes Haus (Uraufführung Niedersächsisches Staatstheater Hannover, 1995)
- Adam Geist (Uraufführung Niedersächsisches Staatstheater Hannover, 1998)[5]
- Blaubart - Hoffnung der Frauen (Uraufführung Bayerisches Staatsschauspiel München, 1997)[6]
- Manhattan Medea (Uraufführung steirischer herbst, 1999)
- Berliner Geschichte (Uraufführung Niedersächsisches Staatstheater Hannover, 2000)
- Klaras Verhältnisse (Uraufführung Burgtheater Wien, 2000)
- Der dritte Sektor (Uraufführung Thalia Theater Hamburg, 2001)
- Magazin des Glücks (Uraufführungen Thalia Theater Hamburg, 2001–2002)
- Unschuld (Uraufführung Thalia Theater Hamburg, 2003)
- Das Leben auf der Praca Roosevelt (Uraufführung Thalia Theater Hamburg, 2004)
- Quixote in der Stadt (Uraufführung Thalia Theater Hamburg, 2005)
- Land ohne Worte (Uraufführung Münchner Kammerspiele, 2007)
- Das letzte Feuer (Uraufführung Thalia Theater Hamburg, 2008)
- Diebe (Uraufführung Deutsches Theater Berlin, 2010)
- Am Schwarzen See (Uraufführung Deutsches Theater Berlin, 2012)
- Gaunerstück (Uraufführung Deutsches Theater Berlin, 2015)
- Bär im Universum. Kinderstück (Uraufführung Staatstheater Kassel, 2020; 2023 Tokyo Engeki Ensemble TEE https://www.goethe.de/ins/jp/de/ver.cfm?event_id=24914862)
- Frau Yamamoto ist noch da (Uraufführung Tokyo Engeki Ensemble TEE / Schauspielhaus Zürich, jeweils 2024)

Dea Lohers Stücke erscheinen beim Verlag der Autoren in Frankfurt.

### Libretti
- Licht. Oper. Musik: Wolfgang Böhmer (Uraufführung Neuköllner Oper Berlin, 2004)
- Weine nicht, singe. Musik: Michael Wertmüller (Uraufführung: Hamburgische Staatsoper, 2015)
- Diodati. Unendlich. Musik: Michael Wertmüller (Uraufführung: Oper Basel, 2019)

### Prosa
- Hundskopf, Kurzgeschichten. Wallstein Verlag, Göttingen 2005, ISBN 978-3-89244-865-5
- Bugatti taucht auf, Roman. Wallstein Verlag, Göttingen 2012, ISBN 978-3-8353-1054-4

## Auszeichnungen
- 1991 Dramatikerpreis der Hamburger Volksbühne für Olgas Raum
- 1993 Stücke-Förderpreis des Goethe-Instituts (für Tätowierung in der Inszenierung von Friderike Vielstich am Theater Oberhausen)
- 1993 Preis der Frankfurter Autorenstiftung
- 1993 Wahl zur „Nachwuchsdramatikerin des Jahres“ in Theater heute
- 1994 Wahl zur „Nachwuchsdramatikerin des Jahres“ in Theater heute
- 1995 Förderpreis für junge Dramatiker zum Schiller-Gedächtnispreis
- 1997 Jakob-Michael-Reinhold-Lenz-Preis für Dramatik (für Adam Geist)
- 1997 Gerrit-Engelke-Preis
- 1998 Mülheimer Dramatikerpreis (für Adam Geist)
- 2005 Else-Lasker-Schüler-Dramatikerpreis
- 2006 Bertolt-Brecht-Literaturpreis
- 2008 Mülheimer Dramatikerpreis[1] (für Das letzte Feuer)
- 2008 Auszeichnung Stück des Jahres für Das letzte Feuer, ausgewählt von der Jury der Fachzeitschrift Theater Heute
- 2009 Berliner Literaturpreis
- 2009 Marieluise-Fleißer-Preis
- 2013 Ludwig-Mülheims-Theaterpreis[7]
- 2014 Stadtschreiber von Bergen
- 2017 Joseph-Breitbach-Preis
- 2020 Samuel-Bogumil-Linde-Preis, zusammen mit Dorota Masłowska